# 克龍斯塔德

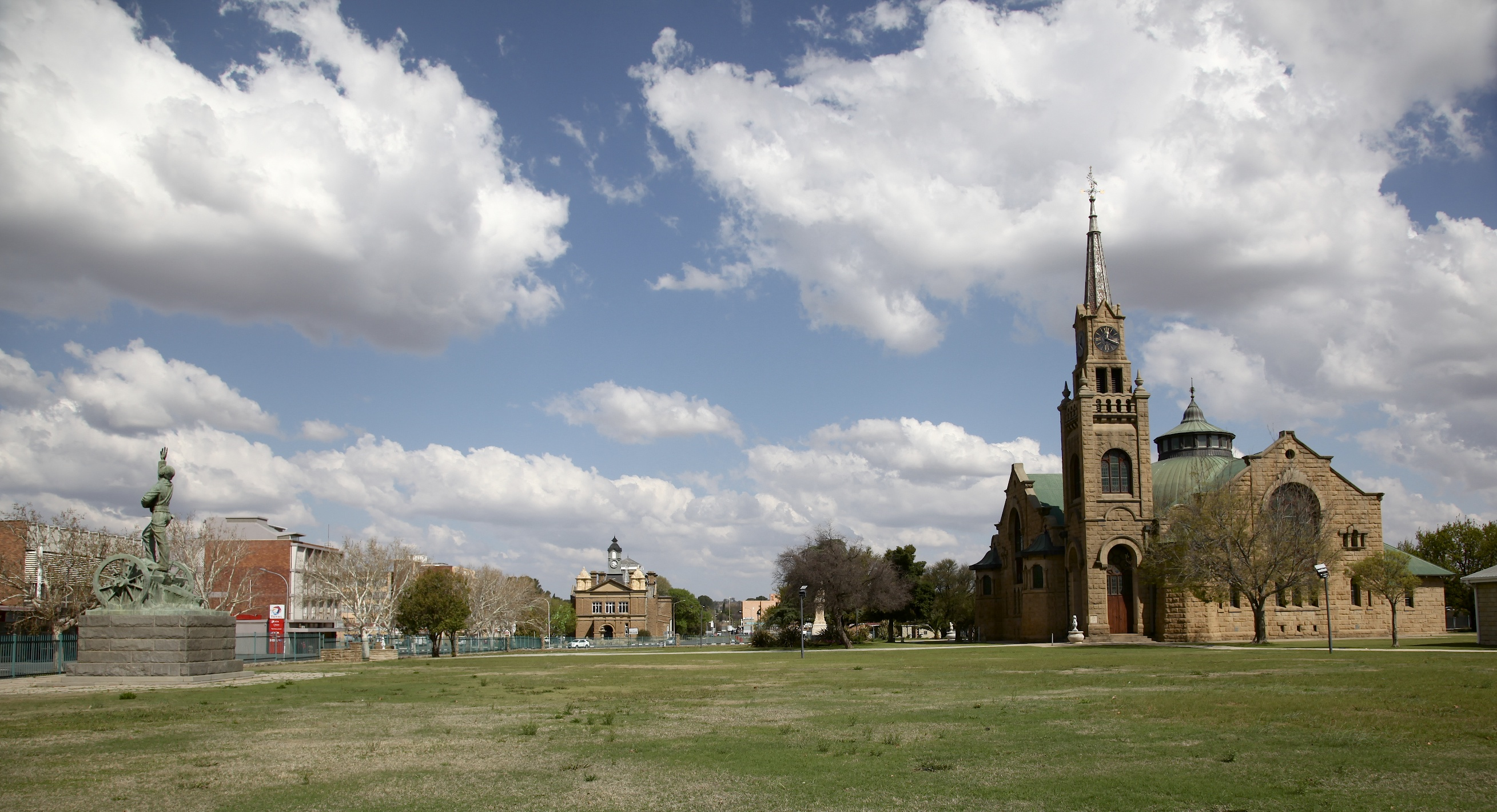
克龍斯塔德

克龍斯塔德（Kroonstad）是南非的城鎮，位於該國東北部，由自由邦省負責管轄，距離約翰內斯堡200公里，始建於1854年，面積232.04平方公里，海拔高度1,369米，2001年人口23,992，人口密度每平方公里約100人。

## 外部連結
- Routes.co.za: Kroonstad
- Allrefer.com: Kroonstad
- NG Moederkerk